# Cancellaphera
Cancellaphera is een geslacht van weekdieren uit de klasse van de Gastropoda (slakken).

## Soort
- Cancellaphera amasia Iredale, 1930